# 星野文平
星野文平（ほしの ぶんぺい、天保6年〈1835年〉 - 文久3年2月10日〈1863年3月28日〉）は、江戸時代末期に活躍した武士。広島藩士。現在の広島県呉市（大崎下島に所在していた旧御手洗町）出身。名は文。字は公質。号は蓍山(きざん)。

## 来歴
天保6年4月、安芸国(現広島県)大崎下島御手洗の医師星野良徴のもとに生まれる。幼少時は福山藩儒の江木鰐水のもとで学び、江戸に遊学し塩谷宕陰に師事。その後幕府の昌平坂学問所に入り学者として名声を博す。文久元年（1861年）広島藩校学問所（現修道中学校・修道高等学校）教授に登用される。尊王攘夷思想を熱烈に信奉し、船越洋之助、山田十竹らと脱藩し上京する計画を練っていたが、執政の辻維岳に計画が露見し断念。辻は文久3年（1863年）に上京する際、山田らを同行させたが、星野は置いていかれた。そのことに星野は憤慨し、切腹を図るも一命をとりとめ、その志を買われ上京を許された。京都では高杉晋作ら諸国の志士と討幕運動に参画。文久3年(1863年)、軍備の近代化を進めていた広島藩の藩命により勝海舟と蒸気船の購入交渉を行うため京都伏見に向かう途中、切腹時の古傷が悪化して死亡した。星野は維新後、勤王の志士として讃えられ、明治24年（1891年）に明治政府より正五位を授けられた。京都東山の霊山護国神社に祀られている維新の志士のうち広島藩出身者は星野を含めて3名のみである。